# ابوالفضل طاهری‌نژاد
ابوالفضل طاهری‌نژاد بازیکن فوتبال اهل ایران متولد اردیبهشت 1381 است که در پست هافبک میانی برای باشگاه فوتبال ذوب‌آهن در لیگ برتر خلیج فارس بازی می‌کند.
طاهری‌نژاد در 28 آبان 1403 مورد حمله سارقان قرار گرفت و  انگشت شست او  قطع شد که بعد از انتقال به بیمارستان پیوند زده شد.